# Jerzy Sołtan
Jerzy Sołtan (sinh ngày 6 tháng 3 năm 1913 - mất ngày 16 tháng 9 năm 2005) là một kiến trúc sư người Ba Lan. Ông từng làm việc chung với Le Corbusier. Ông được gọi là Robinson Jr., Giáo sư của khoa Kiến trúc và Thiết kế Đô thị tại Trường Thiết kế Sau đại học Harvard. Sołtan đã bắt đầu giảng dạy ở đây từ năm 1959 cho đến khi nghỉ hưu vào năm 1979.  Bên cạnh đó, "từ năm 1968 đến năm 1970, Jerzy Sołtan đã cùng Albert Szabo thành lập một công ty hợp danh lấy tên là Sołtan và Szabo... ông và người cộng sự này đã thực hiện công việc thiết kế cho nhiều ngôi nhà quanh khu vực New Hampshire và Massachusetts." 

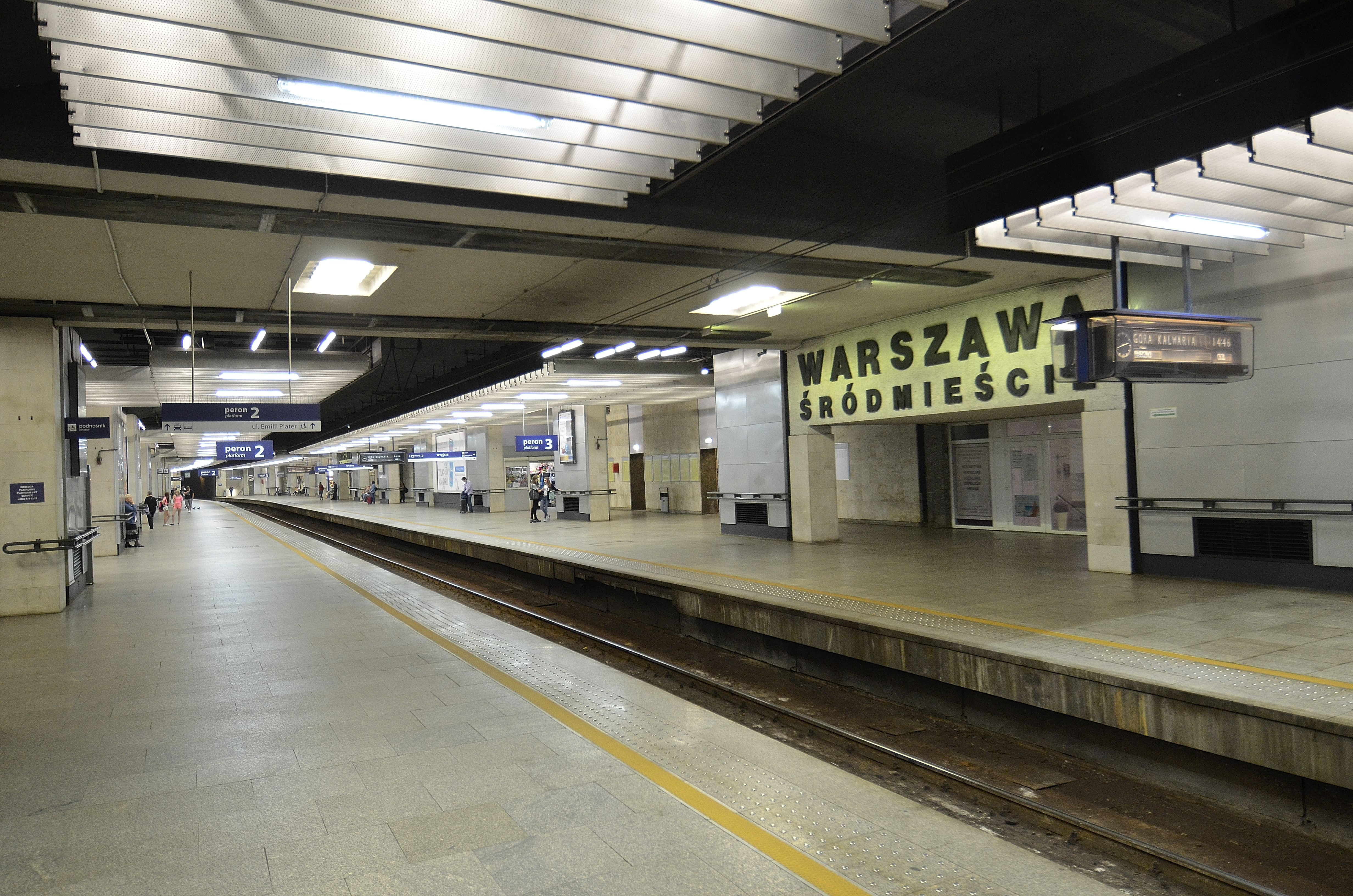
Ga xe lửa Warszawa Śródmieście

Sự nghiệp giảng dạy tại trường của Jerzy Sołtan lần đầu tiên được Hiệp hội các trường cao đẳng Kiến trúc (Association of Collegiate Schools of Architecture - ACSA) công nhận với sự kiện ông được bình chọn để nhận Giải thưởng Giáo sư Xuất sắc của ACSA năm học 1986-87.  Viện Kiến trúc Hoa Kỳ và Hiệp hội các trường cao đẳng Kiến trúc đã cùng trao cho Jerzy Soltan Huy chương Topaz vì Xuất sắc trong sự nghiệp Giáo dục Kiến trúc vào năm 2002.